# 胡一川
胡一川（1910年—2000年），原名胡以撰，福建永定人，中国版画家、油画家、美术教育家。最早响应鲁迅先生新兴木刻运动的号召，是中国新兴木刻运动史上重要的开拓者和艺术家，创作了大量的木刻、油画作品。其作品主题鲜明，富有时代特色，笔法粗犷、有着浓厚的气韵和个性，版画作品《到前线去》、《牛犋变工队》，油画作品《开镣》(中国革命历史博物馆藏)、《挖地道》、《南海油田》等已载入中华人民共和国美术史册。其影响亦被列入美国艺术教科书。

## 生平
1910年，生于福建永定县。1925年，从印尼回到中国，在厦门集美师范学校学习。
1929年，考入杭州国立艺术专科学校学习绘画。同年参加左翼美术团体“一八艺社”，最早参加鲁迅先生倡导的新兴木刻运动。
1930年，发起并参加左翼美术家联盟，同年加入共产主义青年团。
1931年，负责筹办了《一八艺社习作展览》，鲁迅先生曾写文章赞誉。
1933年，转入中国共产党。
1937年，赴延安，任延安鲁迅艺术文学院教员，组织“鲁艺木刻工作团”（任团长）奔赴敌后，开展抗日宣传活动。1942年，被邀请参加“延安文艺座谈会”。
1950年代，建国后，与徐悲鸿共同组建领导中央美术学院，任第一任党总支书记、教授。
1953年，受中央文化部委派，组建中南美术专科学校和中南音乐专科学校，任美专第一任党委书记兼校长。
1958年，学校迁至广州，更名“广州美术学院”，担任党委书记兼院长。

## 主要作品
1920年代，木刻《我们要活下去》、《失业工人》、《到前线去》等
1930年代，木刻《饥民》、《流离》、《囚》，连环画《大兴纱厂》等
1937年，木刻《组织起来》、《肃清汉奸匪》、《交公粮》、《抗日群众大会》等
1939年，试制水印套色新年画，创作木刻《参军》、《破路》、《坚持抗战反对投降》等
1942年，套色木刻《不让敌人通过》、《胜利归来》、《牛犋变工队》、《攻城》等
1956年，风景画《大雪山》等
1957年，《格坦斯克造船厂》
1950年代，油画《开镣》
1960年，油画《列宁墓》《列宁住过的草棚》
1961年，油画《奇石》、《广海村景》
1960年代，《前夜》
1974年，油画《汕头风光》
1970年代，油画《挖地道》
1980年，油画《开平码头》
1982年，油画《冶春园》、《东海岸》
1980年代，油画《海上油井》、《炮楼》、《日光岩》、《夏门码头》、《苏州河上的四川路桥》等

## 评价
美國俄亥俄州瑪斯金格姆學院美術系主任孫焱称，2001年他在美國看到一本藝術課本《與藝術共存》，胡一川和他的代表作《到前線去》在書中被專門介紹，成為中國唯一入選這部美國教科書的畫家。“這本書是美國的文理學院學生必修和選修的藝術課程，胡一川代表著中國畫家。”
2002年，美國俄亥俄州舉辦過一次胡一川畫展。俄亥俄州立大學東亞藝術研究中心主任朱麗婭安德斯教授在專題講座裏説：“胡一川是人們認識中國當代美術的一個窗口。”
面對西方的認可，胡一川在中國並沒有同年代的董希文（創作過《開國大典》）等油畫家那麼著名。早在上世紀30年代初，胡一川投身魯迅倡導的新興木刻運動中，創作過《饑民》、《流離》等木刻作品,之後又投奔延安“魯藝”，這讓很多人對他的記憶仍然停留在“革命藝術家”的層面上，而忽略了他還是一個大油畫家的事實。

## 曾担任职务
- 1949年，中华全国美术工作者协会候补委员
- 1955年，中国美术家协会第一届理事会理事、常务理事
- 1960年代，中国美术家协会第二届理事会理事
- 1979年，中国美术家协会第三届理事会理事、常务理事
- 广州美术学院院长、顾问、终身教授
- 湖北省文联副主席
- 广东美术家协会副主席
- 广东省文联委员
- 广东省人大第四届常务委员
- 广东省人大第五届常务委员
- 中国美术家协会顾问
- 广东省文化艺术界咨询委员会委员
- 广东画院艺术顾问
- 广东美术馆学术委员会顾问